# Gymnobucco
Gymnobucco Bonaparte, 1850 è un genere di uccelli della famiglia dei Libiidi.

## Tassonomia
Precedentemente questo genere era incluso nei Capitonidae e talvolta nei Ramphastidae. 
Sono note le seguenti specie:
- Gymnobucco bonapartei Hartlaub, 1854 - barbetto golagrigia
- Gymnobucco sladeni Ogilvie-Grant, 1907 - barbetto di Sladen
- Gymnobucco peli Hartlaub, 1857 - barbetto beccosetoloso
- Gymnobucco calvus (Lafresnaye, 1841) - barbetto faccianuda